# Ibar
L'Ibar (in serbo Ибар?, in albanese Ibri o Ibër) è un fiume che scorre a sud, in Serbia, Montenegro e Kosovo per un totale di poco meno di 276 km.
Nasce nelle montagne di Mokra Planina, nel Montenegro orientale, e scorre verso est, attraversando Kosovska Mitrovica in Kosovo, prima di dirigersi a nord per confluire nella Morava Occidentale in Serbia.

## Affluenti
- alla sinistra orografica: Raška, Studenica
- alla destra orografica: Sitnica, Jošanica, Ribnica

## Città attraversate
Gazivode, all'altezza di 693 m s.l.m., ove uno sbarramento a scopo idroelettrico forma un lago artificiale di 11,9 km2 e una profondità massima di 105 m, Zubin Potok, Ugljare, Zupče e Šipolje, poi entra nella grande depressione del Kosovo e attraversa la città di Mitrovica. Qui esso riceve le acque del suo affluente più importante, il fiume Sitnica e biforca verso nord, attraversando poi Zvečan, Slatina, Sočanica, Leposavić, Dren e Lešak.
Entra poi nella Serbia centrale in corrispondenza del villaggio di Donje Jarinje.
Scorrendo verso nord, il fiume segue le falde occidentali dei monti Kopaonik, poi attraversa i comuni di Raška, Brvenik, Bela Stena, Baljevac, Ušće, Bogutovac, Mataruška Banja, Žiča e Kraljevo, per affluire infine nella Zapadna Morava.